# Sistema sexagesimal
El sistema sexagesimal es un sistema de conjuntos de numeración posicional que emplea como base  el número 60. Tuvo su origen en la antigua Mesopotamia, en la civilización Sumeria. El sistema sexagesimal se usa para medir tiempos (horas, minutos y segundos) y ángulos (grados) principalmente.
El sistema sexagesimal se empleaba sólo formalmente en cálculos numéricos, ya que los nombres de los números en sumerio, acadio y otras lenguas de los numerales no seguían un sistema sexagesimal propiamente dicho, sino que como los numerales de la mayor parte de lenguas del mundo tenían nombres basados en el sistema decimal o vigesimal.[cita requerida]

## Introducción e historia del sistema sexagesimal
El número 60 tiene la ventaja de tener muchos divisores como: (1, 2, 3, 4, 5, 6, 10, 12, 15, 20, 30 y 60), con lo que se facilita el cálculo con fracciones. Nótese que 60 es el número más pequeño que es divisible por 1, 2, 3, 4, 5 y 6.
El uso del número sesenta como base para la medición de ángulos, coordenadas y medidas de tiempo se vincula a la vieja astronomía y a la trigonometría. Era común medir el ángulo de elevación de un astro y la trigonometría utiliza triángulos rectángulos. En la Antigüedad, lo que ahora llamamos números enteros positivos —excluido el cero— eran los únicos números «bona fide». Los números racionales actuales eran considerados razones entre números enteros, pues la filosofía imperante recurría a la proporción y una fracción, en definitiva, era una comparación proporcional entre dos segmentos de valores enteros. Todo esto vinculado a lo que llamamos mínimo común múltiplo. Todos los triángulos rectángulos de lados enteros tienen la propiedad de que el producto de sus tres lados es siempre un múltiplo de sesenta. Si uno de los catetos es primo, el otro es al menos múltiplo de doce y resulta múltiplo de sesenta si también la hipotenusa es prima. Si no hay cateto primo, un cateto es divisible por tres y el otro por cuatro; cualquiera de los tres lados es múltiplo de cinco. Esta penúltima afirmación tiene por excepción al triángulo sagrado egipcio, que tiene un cateto primo y la hipotenusa prima, pero el cateto compuesto es múltiplo de cuatro: (3, 4, 5), aunque el producto es sesenta. Otros ejemplos de triángulos con cateto e hipotenusa primos son: (11, 60, 61) y (71, 2520, 2521).
Quedan vestigios del sistema sexagesimal en la medición del tiempo. Hay 24 horas en un día, 60 minutos en una hora y 60 segundos en un minuto. Las unidades menores que un segundo se miden con el sistema decimal.
Este método de calcular unidades también se usa en tipografía, donde las unidades básicas cícero o pica se dividen en doce puntos, que a su vez se dividen en décimas de punto. Además de las razones históricas que pueda haber en el origen de esta forma de calcular el tamaño de los tipos de imprenta y de otros elementos de composición tipográfica como las columnas, corondeles o calles, el motivo de su permanencia se debe a la comodidad con la que se pueden realizar mentalmente divisiones en medios, cuartos y tercios con puntos tipográficos enteros sin recurrir a decimales.
Para expresar los números en el sistema sexagesimal, se sigue un convenio que consiste en emplear los números del sistema decimal (de 0 a 59), separados de dos en dos por comas. Para indicar la coma decimal, se emplearía un punto y coma sexagesimal. Por ejemplo, el número 1;07,30 corresponde a 1 + 07/60 + 30/60² = 1,125 en decimal. Durante el Califato Omeya, el sistema sexagesimal fue empleado por los árabes tanto para contar el tiempo como para la geometría y trigonometría que había evolucionado de los ancestros babilónicos, pasando por el viejo Egipto y muchas otras culturas. Fueron precisamente los árabes quienes asentaron el uso del sistema sexagesimal en la cultura moderna, ya que durante casi 500 años ostentaron todo el potencial científico sin discusión. Al igual que en su momento los babilonios trazaron las primeras líneas para que los árabes utilizaran su sistema años después, estos cimentaron el uso del sistema sexagesimal tal y como lo conocemos hoy día. Y por muy curiosos que resulte todavía sigue funcionando a la perfección.

## Suma y resta del sistema sexagesimal en las matemáticas
El sistema sexagesimal es un sistema de numeración en el que cada unidad se divide en 60 unidades de orden inferior, es decir, es su sistema de numeración en base 60. Se aplica en la actualidad a la medida del tiempo y a la de la amplitud de los ángulos.
```
     1 h   60 min  60 s
     1°    60′     60″
```

Operaciones en el sistema sexagesimal

### Suma
1.º paso:
Se colocan las horas debajo de las horas (o los grados debajo de los grados), los minutos debajo de los minutos y los segundos debajo de los segundos; y se suman.
2.º paso:
Si los segundos suman más de 60, se divide dicho número entre 60; el resto serán los segundos y el cociente se añadirá a los minutos.
3.º paso:
Se hace lo mismo para los minutos.

### Resta
1.º paso:
Se colocan las horas debajo de las horas (o los grados debajo de los grados), los minutos debajo de los minutos y los segundos debajo de los segundos.
2.º paso:
Se restan los segundos. Caso de que no sea posible, convertimos un minuto del minuendo en 60 segundos y se lo sumamos a los segundos del minuendo. A continuación restamos los segundos.
3.º paso:
Hacemos lo mismo con los minutos.

## Origen
Al igual que en el caso del sistema decimal, el origen se remonta a una manera de enumerar usando los dedos de las manos. En la Antigüedad los habitantes del llamado Creciente Fértil contaban señalando con el dedo pulgar de la mano derecha, si se era diestro, cada una de las 3 falanges de los restantes dedos de la misma mano, comenzando por el meñique. Con este método se puede contar hasta 12. Y para seguir con cifras mayores, cada vez que realizaban esta operación se levanta un dedo de la mano libre —la izquierda— hasta completar 60 unidades (12 x 5 = 60), por lo que este número fue considerado una «cifra redonda», convirtiéndose en una referencia habitual en transacciones y medidas. Similar suerte corrió el número contado en la mano derecha, el 12, y algunos múltiplos como 24, 180 (12 x 15, o bien 60 x 3) y 360 (12 x 30, o bien 60 x 6). Por esto, el sistema sexagesimal se emparenta en su raíces históricas con el sistema duodecimal.
Esta forma de contar con los dedos (hasta 12 y, luego, hasta 60) sigue siendo usada en la actualidad por algunos habitantes del Medio Oriente.
El matemático Sergey Fomin reseñaba otras dos antiguas explicaciones sobre el origen del sistema sexagesimal, aunque él las consideraba poco creíbles y pobremente argumentadas. La primera hipótesis era que el sistema sexagesimal surgió del compromiso político entre dos tribus que se confederaron, combinando sus respectivos sistemas numéricos (senario y decimal). La segunda, presentaba el sistema como un derivado de la observación astronómica y no un resultado del uso cotidiano. De tal forma que, como los mesopotámicos establecieron su año en 360 días, habrían concluido el uso de un divisor de ese número (el 60) como cifra base de toda su numeración.

## El uso astronómico en el origen
En Babilonia se dividió la circunferencia en 360 arcos iguales. Cada una de esas partes recibió el nombre de grado y a cada una de ellas se le asignó un dios. En el zodíaco vuelve a aparecer el doce, pues esa cantidad de signos o «casas» tiene el sistema, abarcando un arco de 30 grados y un conjunto de la misma cantidad de dioses. El sistema religioso era muy estricto y dogmático y exigía que los ángulos fueran construidos mediante regla no graduada de un solo borde y longitud indefinida, más un compás de abertura fija, mientras se trazaba una circunferencia, pero que se cerraba al levantarlo, con lo que no era posible usarlo para transportar segmentos o medidas (Ver: Regla y compás). Este sistema de construcción geométrica era considerado de origen y uso divino; según estas creencias el universo había sido creado con ese método de construcción geométrica.
Lo que constituye un misterio es saber cómo se desarrolló plenamente ese sistema religioso geométrico, ya que el Teorema General de Ciclotomía de Gauss, de 1801, demuestra imposible la construcción para muchos ángulos de un número entero de grados: cualquiera que no sea múltiplo de 3°.
Es un problema abierto determinar si los sacerdotes se conformaron con aproximaciones o con métodos no sagrados, como hacer marcas en la regla. Esto hubiera destruido toda una filosofía y si hubiese ocurrido tendrían que haberlo escondido cuidadosamente de los hombres cultos no pertenecientes al clero.
Cada 315 años el Sol y la Luna vuelven a situarse en el mismo lugar en el firmamento, con un error de 7 u 8 minutos de arco. Esto constituye un poco más del doble de la separación mínima que puede detectar el ojo humano sin instrumentos de aumento. El pequeño error debería tener un significado religioso ignorado por nuestra civilización, puesto que el grado era ocupado por un dios y se dividía en 60 minutos. Pero tanto el Sol como la Luna caían en el mismo dominio «divino». Cuatro períodos abarcan 1260 , que equivalen a 3 + ½ veces 360 años. Llevando el conjunto a su mínima expresión entera tenemos el período astronómico de 2520 años, que forma parte de un triángulo rectángulo con un cateto y la hipotenusa primos: (71, 2520, 2521). Estos números, 1260 y 2520, son múltiplos de 12, 40 y 60 y pueden ocupar cualquier cateto y la hipotenusa de triángulos rectángulos semejantes al triángulo sagrado egipcio (3, 4, 5) y, en general, de cualquier triángulo rectángulo de lados enteros, en especial de aquellos con un cateto primo.

## Ejemplos
- La longitud de la diagonal de un cuadrado de lado 1 es igual a la raíz cuadrada de 2. Una aproximación muy buena de este valor es:

1,414212… = 30547/21600 = 1;24,51,10 (sexagesimal = 1 + 24/60 + 51/60² + 10/60³),
una constante que ya fue utilizada por los matemáticos babilonios del Periodo Babilónico Antiguo (1900 a. C. – 1650 a. C.), y que se recoge en la tablilla de barro YBC 7289 Archivado el 13 de agosto de 2012 en Wayback Machine.. Un valor más exacto de {\displaystyle {\sqrt {2}}} es 1;24,51,10,07,46,06,04,44,…
- La duración del año tropical en la astronomía neo-babilónica (véase: Hiparco):

365,24579… = 06,05;14,44,51 (365 + 14/60 + 44/60² + 51/60³).
- El valor de π que empleaba Ptolomeo

3,141666… = 377/120 = 3;08,30 (3 + 8/60 + 30/60²).

## Fracciones
El número 60 tiene como divisores primos los tres primeros números primos, es decir, 2, 3 y 5. Cualquier fracción cuyo denominador sea de la forma 2a · 3b · 5c tendrá un desarrollo sexagesimal exacto, con a, b y c números enteros iguales o mayores que 0.
Sin embargo, en los casos en que el desarrollo no es exacto, el periodo será generalmente largo. Como tanto el número anterior como el posterior a 60 son primos (59 y 61, respectivamente), para que el periodo sólo sea de una o dos cifras el denominador tiene que ser 59, 61, el producto de los dos (3599) o cualquiera de los anteriores por un número de la forma 2a · 3b · 5c. En cualquier otro caso, el periodo será más largo.
1/2 = 0;30
1/3 = 0;20
1/4 = 0;15
1/5 = 0;12
1/6 = 0;10
1/7 = 0;08,34,17
1/8 = 0;07,30
1/9 = 0;06,40
1/10 = 0;06
1/11 = 0;05,27,16,21,49
1/12 = 0;05
1/13 = 0;04,36,55,23
1/14 = 0;04,17,08,34
1/15 = 0;04
1/16 = 0;03,45
1/17 = 0;03,31,45,52,56,28,14,07
1/18 = 0;03,20
1/19 = 0;03,09,28,25,15,47,22,06,18,56,50,31,34,44,12,37,53,41
1/20 = 0;03
1/24 = 0;02,30
1/25 = 0;02,24
1/27 = 0;02,13,20
1/30 = 0;02
1/32 = 0;01,52,30
1/36 = 0;01,40
1/40 = 0;01,30
1/45 = 0;01,20
1/48 = 0;01,15
1/50 = 0;01,12
1/54 = 0;01,06,40
1/59 = 0;01
1/1,00 = 0;01 (1/60 en decimal).

## Tablas de multiplicar
Las tablas de multiplicar en base-sesenta son relativamente difíciles de memorizar, ya que se trata de memorizar 59×60/2 = 1770 productos distintos. A modo de comparación, en el sistema decimal hay que memorizar 9×10/2 = 45 productos. Ejemplo: 8×5 = 40 = 5×8
```
        10×9 = 90 = 9×10
```

## Búsqueda de números primos
Los números primos pueden terminar en las siguientes cifras: 01, 07, 11, 13, 17, 19, 23, 29, 31, 37, 41, 43, 47, 49, 53 o 59.
En otras palabras, si tenemos un número natural cuya última cifra, en base-sesenta, es un número primo (que no sea 02, 03 o 05), el 01 o el 49, entonces ese número puede ser primo — y se podría comprobar empleando algún método de primalidad. Si no termina en alguna de esas cifras, entonces tiene que ser compuesto.